# Nicholas-Louis Robert

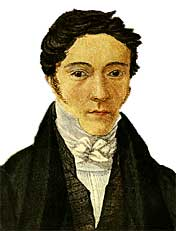
Nicholas-Louis Robert

Nicholas-Louis Robert (* 2. Dezember 1761 in Paris; † 8. August 1828 in Vernouillet) war ein französischer Erfinder, der 1798 die erste Langsieb-Papiermaschine der Welt entwickelte. 

## Leben
Robert arbeitete zunächst bei der französischen Armee. Nach dem Ausscheiden aus dem Soldatenleben nahm er eine Stelle bei dem Drucker Pierre-Francois Didot an und wechselte kurz darauf zu dessen Sohn Saint Legér, der eine Papiermühle betrieb. Dort kümmerte sich Robert hauptsächlich um die Buchhaltung. Während dieser Arbeit reifte die Idee, eine Maschine zur Papierherstellung zu bauen. Im Jahr 1798 war der Prototyp fertig. Mit dieser Erfindung, die er sich am 18. Januar 1799 patentieren ließ, läutete Robert die Epoche der maschinellen Papiererzeugung ein.